# Christianisme au Laos

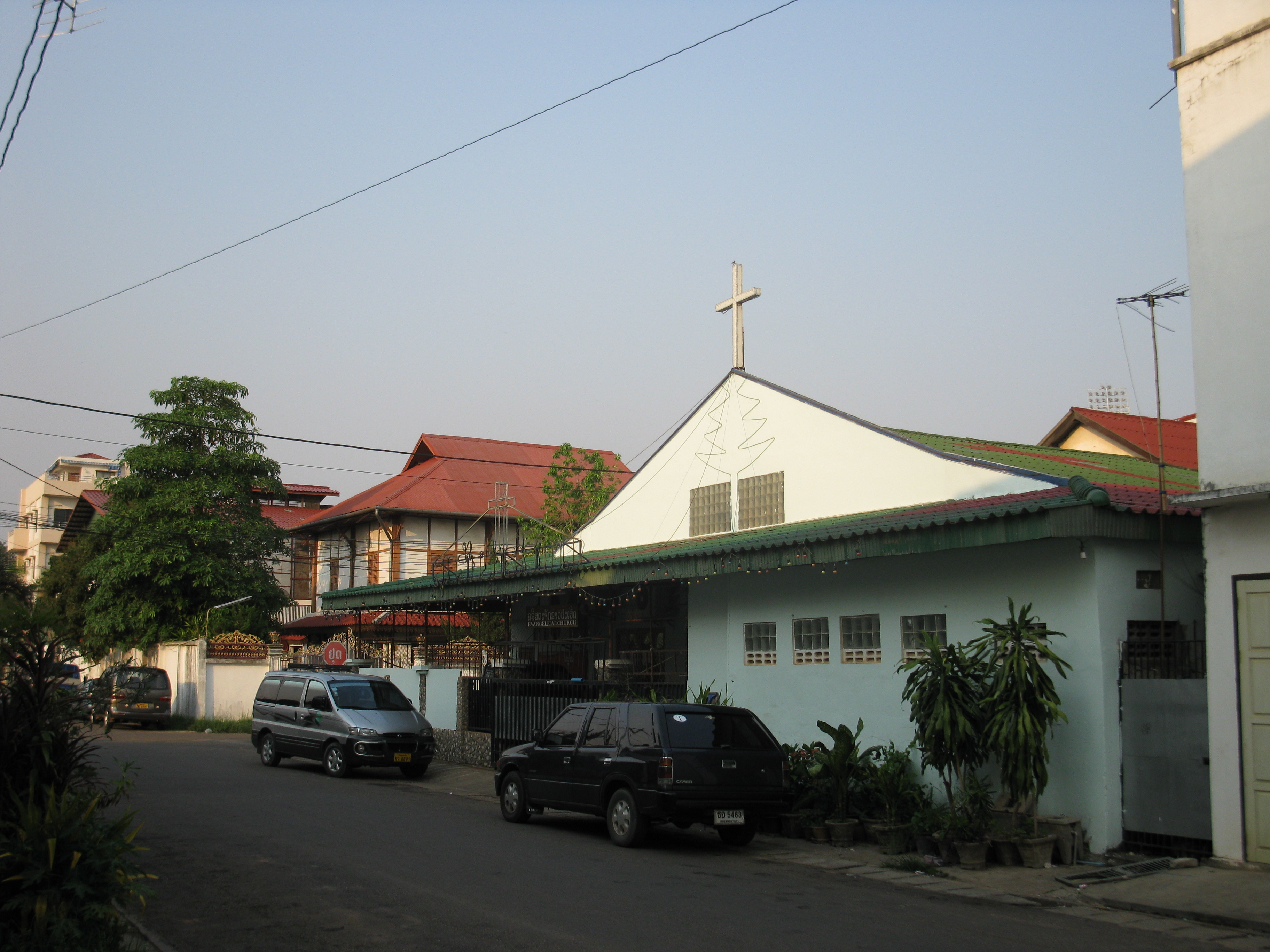
Église évangélique, Rue de Haiphong, Vientiane.

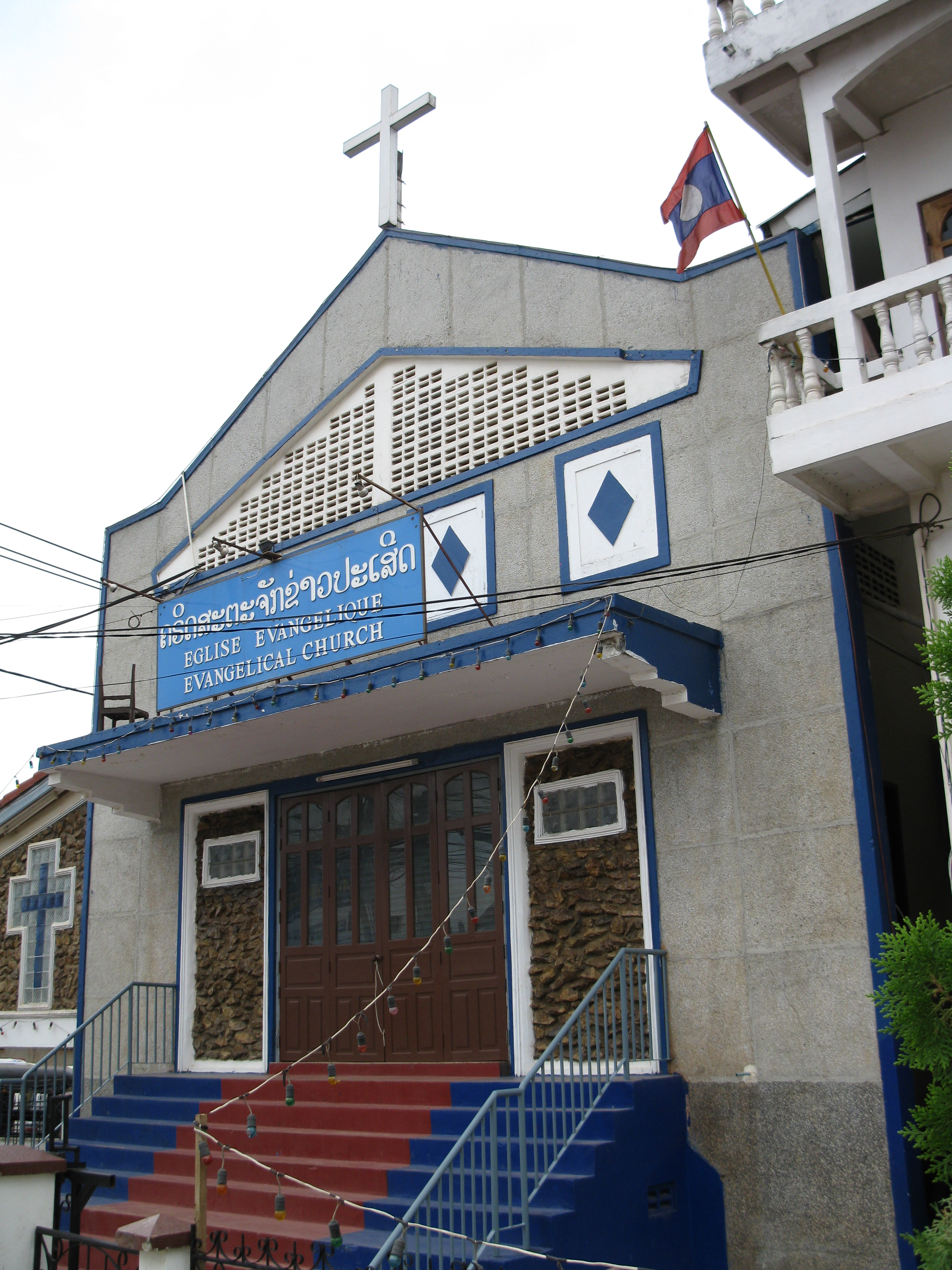
Église évangélique, Rue de Luang Prabang, Vientiane.

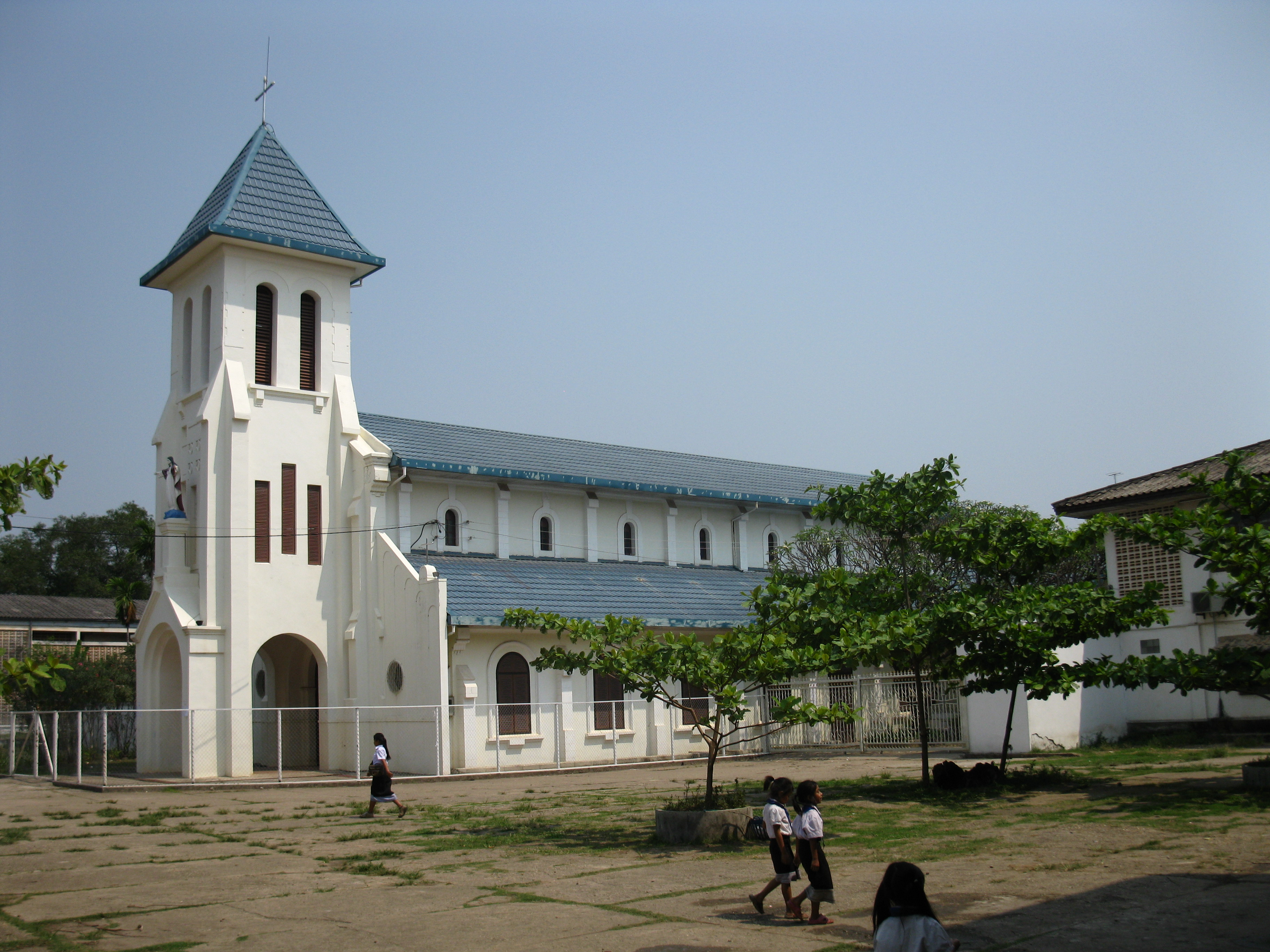
Cathédrale du Sacré-Cœur de Vientiane, pro-cathédrale catholique (construite en 1928).

Le christianisme est une religion minoritaire au Laos. Il y a 150 000 chrétiens au Laos, moitié protestants et moitié catholiques. Il existe trois Églises reconnues au Laos : l'Église évangélique du Laos, l'Église Adventiste du Septième Jour et l'Église catholique. Les chrétiens au Laos ont toujours été opposés au communisme, bien que les communistes laos ne soient pas anticléricaux.

## Protestantisme
Le protestantisme s'est développé récemment. Les protestants représentent 0,56 % de la population. Parmi les Hmong, 20 % étaient évangéliques en 1998.

## Catholicisme
La minorité catholique représentait 0,7 % de la population en 1995. Elle a quatre vicariats apostoliques au Laos. Le vicariat apostolique de Luang Prabang est vacant, tandis que le vicariat apostolique de Paksé, le vicariat apostolique de Savannakhet et le vicariat apostolique de Vientiane ont chacun un vicaire apostolique. Le catholicisme s'est implanté à la fin du XIXe siècle par les missionnaires français.

## Les accusations des États Unis
Selon le gouvernement des États-Unis, deux arrestations ont eu lieu à l'encontre de chrétiens laotiens. Également selon les États-Unis, en 2005, une église protestante de la province de Savannakhet aurait été fermée par le gouvernement. Les officiels laotiens considèrent cette affirmation comme une calomnie et ils disent n'avoir fermé aucune église et que les chrétiens en prison ne sont pas emprisonnés à cause de leur religion mais plutôt pour d'autres raisons. Il n'y a aucun groupe religieux au Laos qui se plaigne de telles actions. 